# Бартолом'ю Робертс
Бартолом'ю Робертс (англ. Bartholomew Roberts; 17 травня 1682, графство Пемброк, Уельс — 10 лютого 1722, мис Лопес) — один із найуспішніших та найвідоміших піратів усіх часів. Справжнє ім'я Джон Робертс, також відомий під назвою Чорний Барт. Всього за три роки зміг захопити понад 400 кораблів. Діяв у Атлантиці та Карибах. Одним із перших піратських капітанів написав кодекс (правила поведінки для піратів на своєму кораблі).

## Життєпис
Народився 17 травня 1682 року в графстві Пемброк, Уельс у дуже бідній сім'ї. У 13 років став юнгою на торговельному кораблі. У 1718 служив помічником капітана на барбадоському шлюпі.
У 1719 був третім помічником на работоргівельному кораблі «Princess» під командуванням капітана Авраама Пламба. У червні біля західних берегів Африки на корабель напали пірати на кораблях Royal Rover і Royal James під командуванням Гауелла Девіса, який, як і Робертс, також був валлійцем. Частину моряків з «Princess» силою змусили примкнути до піратів. Джон був у тому числі, проте довго силувати його не довелося. Він одразу продемонстрував свої прекрасні навігаційні навички, за що сподобався Девісу. Обоє, вони постійно радилися щодо прокладеного курсу, їх об'єднувала спільна мета: прожити хай недовге, зате цікаве життя. Гауелл навіть довіряв Робертсу таємниці, яких не знала команда. Та, не зважаючи на це, він платив Робертсу як і всім. Джон прагнув більшого.
За шість тижнів, при спробі викрадення губернатора острова Принсіпі, Гауелл Девіс був убитий. Новим капітаном брига «Royal Rover» було обрано Джона Робертса, адже пірати знали й цінували його прекрасні здібності мореплавця. Ставши капітаном, він одразу змінює ім'я на Бартолом'ю Робертс на честь відомого буканьєра Бартолом'ю Шарпа. Моряки ж іменують його Чорним Бартом.
Перший наказ: помститися за смерть Гауелла. «Royal Rover» примчав до форту і обстріляв місто з усіх гармат. Форт був огорнутий полум'ям, чимало людей загинуло. Далі Чорний Барт вийшов у море, захопив і розграбував голландський бриг, тоді спалив англійське работоргівельне судно і вирушив до берегів Бразилії з надією на особливу здобич.
У вересні 1719 року «Royal Rover» наткнувся на велику флотилію, яка складалася із 44 португальських суден, 42 із них були торговими. Охорону складали два фрегати; кожен мав до 70 гармат. Проте Чорний Барт не розгубився: завдяки вмілому командуванню, рішучим діям та маневреності піратам вдалося захопити португальський шлюп із десятьма гарматами. У трюмі корабля знаходилося золото та інші цінності. Коли Бартолом'ю разом із невеликим загоном бився із захисниками шлюпа, його помічник — Волтер Кеннеді дочекався підходящого моменту: коли достатня кількість здобичі була перенесена на «Royal Rover», і втік разом із рештою, зрадивши Робертса.
Бартолом'ю не розгубився й тут. Він перейменував захоплене португальське судно в «Fortune» і продовжив піратську справу.Він захопив кілька кораблів середньої тоннажності без багатої здобичі. Далі за «Fortune» розпочав погоню англійський військовий фрегат, проте не зміг її наздогнати. Після цього Робертс вирішив повернутися до Нової Англії.
Влітку 1720 Чорний Барт знову вийшов у море. Його корабель підійшов до берегів Ньюфаундленду, де захопив 26 кораблів і 150 рибальських човнів. Трофеєм став 28-ми гарматний французький фрегат, якому він дав назву «Королівська удача».
Відчувши нудьгу, Бартолом'ю Робертс разом зі своєю невеликою флотилією вирушив на південь. Дорогою він пограбував ще з дюжину англійських торгівельних суден. Вирішив тероризувати узбережжя Африки, проте спроба стала провальною через погану погоду та дефіцит питної води.
Восени 1720 року біля острова Кітс захопив і розграбував близько 20 англійських і французьких кораблів.
У січні 1721 пірати захопили 32-гарматне работоргівельне голландське судно. І тут у голові Барта народився геніальний план. Він віддав наказ частині піратів перейти на голландський корабель, рухатися до берегів Мартиніки і, пропливаючи вздовж них, подати за допомогою сигнальних прапорців повідомлення про те, що, начебто, на острові Святої Лючії відбудеться надзвичайно дешевий розпродаж рабів. Купа французьких кораблів повелися на дану хитрість і кинулися до острова. Зрозуміло, по дорозі на них напала флотилія Чорного Барта. 15 кораблів було розграбовано та спалено, членів команд жорстоко закатовано.
Бартолом'ю був задоволений. Він готувався до подорожі в Африку. Перед цим потрібно було підготувати ескадру. Під час огляду суден було прийняте рішення замінити «Королівську удачу» на інший корабель. Ним стала 18-гарматна бригантина, яку Робертс назвав «Good Fortune». Перед самісінькою відправкою до Африки, Чорний Барт зміг захопити 50-гарматний фрегат губернатора Мартиніки Флорімонда де Монтіньї разом із самим губернатором. Корабель він, як не дивно, перейменував на «Royal Fortune» і зробив флагманом, а губернатора повісив.
У квітні 1721, завершивши всі необхідні підготовки, ескадра вирушила до берегів Африки. Через жорстоке ставлення Барта до найменших провин, проти нього назрівав бунт. Ватажком бунтівників став Томас Енстіс — людина, яку Робертс цінував і навіть довірив «Good Fortune». Енстіс намовив команду «Good Fortune» і разом зі здобиччю у трюмі бунтівники втекли на ній. Бартолом'ю був надзвичайно роздратований, проте вирішив не переслідувати зрадників, щоб не відхилятися від курсу.
У червні «Royal Fortune» кинула якір біля узбережжя Африки, захопивши чотири судна. Одне із них Робертс перейменував у «Little Ranger» й приєднав до своєї флотилії. Після цього пірати вирушили до Ліберії. Там їх жертвою став фрегат «Onslow» з великим вантажем коштовностей і грошей. Це судно Чорний Барт також приєднав до своєї ескадри і, не маючи часу на роздуми, перейменував на чергову, вже четверту «Royal Fortune».
Успіх продовжувався, піратська ескадра грабувала й захоплювала кораблі один за одним. Згодом Барт вирішив змінити флагман. Новим флагманським кораблем став «Ranger». Врешті, відчувши, що награбованого достатньо, Бартолом'ю вирішив повернутися до Бразилії. Команда зраділа цьому рішенню, адже так з'являлася можливість весело витратити награбоване, проте ніхто не підозрював, що Робертс планував покінчити з кар'єрою пірата і після прибуття розпустити команду.

## Смерть
Повертаючись, піратська ескадра привернула увагу двох англійських військових фрегатів. Пірати, які були на борту «Ranger» подумали, що англійський корабель HMS Swallow — це торгове судно. Вони кинулися за ним в погоню, відставши від своєї ескадри. За збігом обставин, Робертс у цей час знаходився на «Royal Fortune». 5 лютого 1722 року «HMS Swallow» вичекала зручний момент і, розвернувшись, атакувала «Ranger». Через п'ять днів їй вдалося наздогнати «Royal Fortune». Та зі ще двома кораблями знаходилася біля мису Лопес, марно очікуючи на повернення «Ranger». Майже вся команда була п'яною — святкувала захоплення ще одного шлюпа, та Бартолом'ю не розгубився. Він помітив «HMS Swallow», зрозумів, що трапилося і вирішив атакувати першим. «Royal Fortune» йшла назустріч англійському фрегату, готуючись знищити його, проте в останню мить різко змінився вітер і її розвернуло всім бортом. Англійці скористались цим моментом і зробили картечний залп з усіх гармат. Бартолом'ю Робертс знаходився на містку, він помер моментально. Виконуючи заповіт, пірати скинули його тіло за борт, адже він не хотів, щоб його труп висів на шибениці.
Битва продовжувалася ще три години. Без чіткого командування пірати були розбиті і взяті в полон.
Смерть Робертса стала великою новиною, адже багато хто вважав його невловимим чи безсмертним. Деякі історики вважають рік смерті Чорного Барта кінцем золотої доби піратства.

## Цікаві факти
- Ніколи не вживав алкоголю, був проти азартних ігор;
- Був глибоко віруючою, проте суворою людиною;
- Жорстоко карав за найменші провини;
- Мав гарні манери;
- Одним із перших капітанів створив кодекс;
- Не любив французів;
- Був помішаний на фортуні та удачі, демонстрував це, називаючи свої кораблі;
- Мав гарний почерк;
- Гарно вдягався;
- Любив музику, тому на борту завжди були музики;
- Заповідав: вразі смерті викинути його тіло за борт, адже знав, що мертвих піратів міг чекати ще місяць ганебного висіння на шибениці.

## Пам'ять
Згадується у комп'ютерних іграх:
- Sid Meier's Pirates
- Tropico 2: Pirate Cove
- Assassin's Creed IV: Black Flag
- Caribbean
- Tortuga: Pirates of the New World

## Використана література
- Джон Метьюз. Пірати та їхні скарби: Портрети піратів.
- Джон Метьюз. Пірати та їхні скарби: Піратські скарби.